# Амайа Ромеро
Амайя Ромеро Арбісу (нар. 3 січня 1999, Памплона) — іспанська співачка. Вона отримала національне визнання, коли вона взяла участь в дев'ятому сезоні Operación triunfo, де здобула перемогу, Амайа буде представляти Іспанію на Євробаченні 2018 разом з Альфред Гарсіа, з піснею «Tu canción».

## Раннє життя
Ромеро народилася 3 січня 1999 року в Памплоні, Наварра. Наразі, навчається грі на фортепіано.